# Ai (Bíblia)

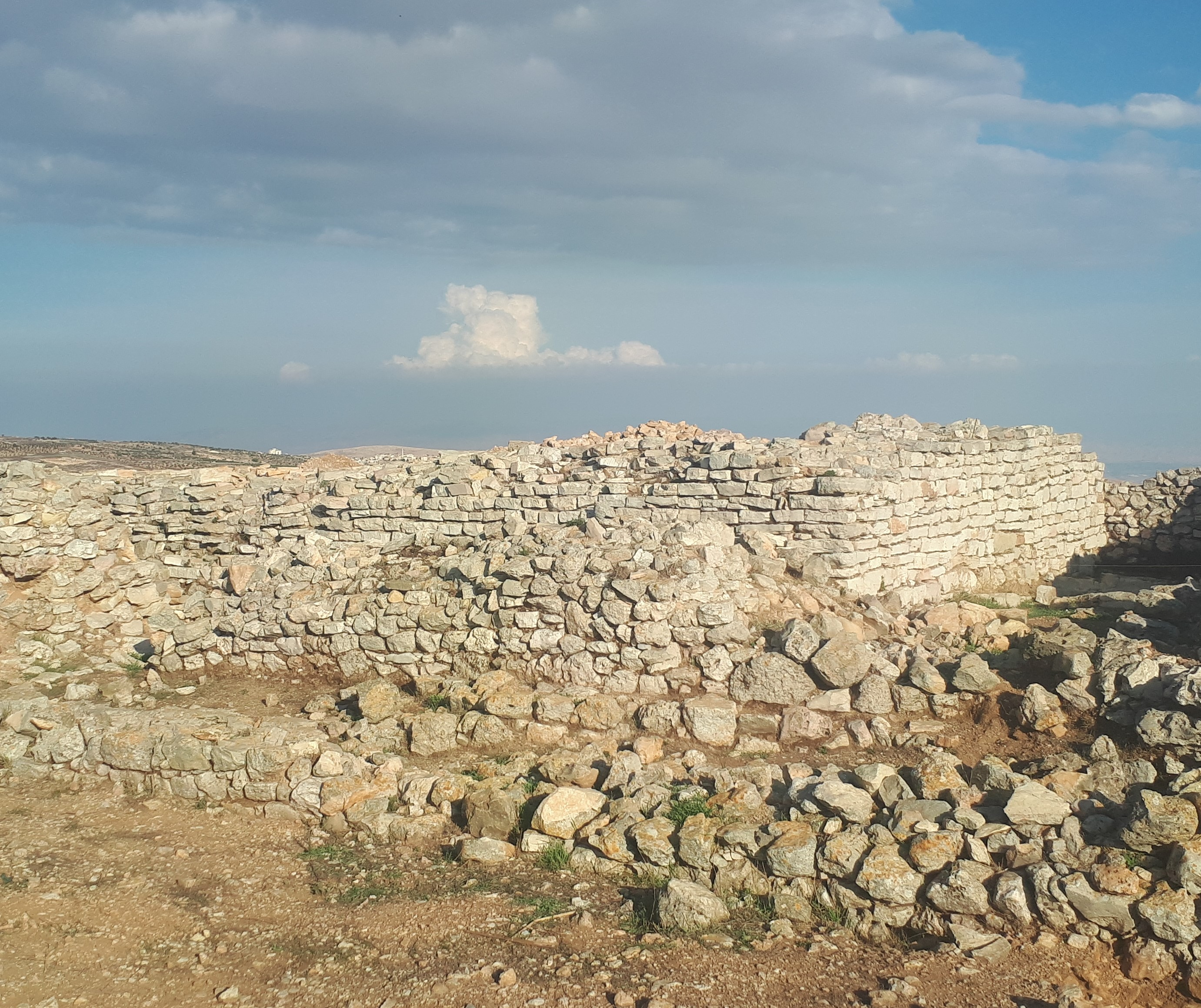
Ruínas de Et-Tell foram identificadas como a cidade de Ai

Ai é uma cidade bíblica que situava-se na terra de Canaã. Cidade real dos cananeus, a segunda cidade tomada durante a invasão israelita. Ai situava-se “perto de Bete-Áven, ao oriente de Betel”, tendo um vale ao Norte. (Josué Capítulo 7 versículo 2 e Capítulo 8 versículos 11 e 12) Pelo visto, Micmás encontrava-se ao Sul.
O livro de Gênesis diz que o segundo lugar de Canaã onde Abraão edificou um altar a Deus na Terra Prometida teria sido entre Ai e Betel. Ali construiu um altar e revisitou o lugar depois da sua peregrinação no Egito. (Gênesis Capítulo 12 versículo 8 e Capítulo 13 versículo 3)
Em 1473 AC, depois da vitória sobre Jericó, Ai foi atacada por uma pequena força de cerca de 3.000 soldados israelitas, visto que os espias disseram sobre os habitantes de Ai: “São poucos.” (Josué Capítulo 7 versículos 2 e 3) Entretanto não foi uma conquista fácil, devido à desobediência dos israelitas aos preceitos divinos, o que impôs uma derrota inicial. Anteriormente no decorrer da invasão de Jericó, Deus ordenou que tudo em Jericó, seria anátema e que somente Raabe e sua família seriam salvos, pelo fato de ter ocultado os espias de Josué. E assim o foi, mas Acã, filho de Carmi tomou para si uma capa Babilônica e artefatos em ouro e prata e os escondeu sob a sua tenda em clara discordância às ordens de Deus. E com isso caiu em desgraça. Mas após terem se desfeito dos despojos escondidos por Acã e o mesmo ter recebido a morte por punição e com o arrependimento do povo, Josué recebe orientações e estratégia de Deus para atacar a cidade, Josué utilizou um estratagema contra Ai, armando uma emboscada por trás da cidade, de seu lado Oeste. A força principal foi disposta diante da cidade, ao Norte, onde havia um vale ou baixada desértica, e, dali, Josué preparou um ataque frontal contra Ai. Tendo atraído o rei de Ai e um grupo de homens para fora de Ai, a força de Josué fingiu recuar, até que os perseguidores estavam longe da sua fortaleza. Daí, fez-se o sinal para os da emboscada entrarem em ação, e a cidade foi capturada e incendiada. (Josué Capítulo 8 versículos 1 a 27) O rei de Ai foi executado, e a cidade foi reduzida a “um monte de ruínas”. (Josué Capítulo 8 versículo 28).
Por volta do tempo do profeta Isaías, no oitavo século AC, a cidade, ou talvez um lugar adjacente, era habitada, e profetizou-se que ela seria a primeira a ser tomada pelo rei da Assíria em sua marcha contra Jerusalém. (Isaías Capítulo 10 versículo 28) Após o exílio babilônico, benjamitas de Ai voltaram com a caravana de Zorobabel. (Esdras Capítulo 2 versículo 28; Neemias Capítulo 7 versículo 32 e Capítulo 11 versículo 31).

Ai tem sido geralmente identificada com o lugar Khirbet et-Tell (Horvat et-Tel), que preserva o significado do nome antigo (et-Tell significa “A Colina; O Montão de Ruínas”). Encontra-se a 2,3 km a Sudeste de Betel (a moderna Beitin). No entanto, escavações feitas nesse lugar em 1933-1935 e em 1964-1972 indicam que se tratava duma grande cidade, devastada por volta de 2000 AC e depois desabitada até cerca de 1050 AC (segundo os métodos arqueológicos de fixar datas). Por causa disso, os arqueólogos fizeram diversas tentativas de alterar o sentido das referências bíblicas a Ai. Entretanto, o arqueólogo J. Simons considera inaceitável a identificação com Khirbet et-Tell à base do tamanho da cidade (Josué Capítulo 7 versículo 3), de não haver um amplo vale ao Norte de Khirbet et-Tell (Josué Capítulo 8 versículo 11) e de outros motivos. (American Journal of Archaeology, julho-setembro de 1947, p. 311) Se a datação arqueológica for correta, então o lugar deve encontrar-se em outra parte. O nome em si não identificaria, necessariamente, esse lugar, visto que, como declara Sir Frederic Kenyon: “A transferência do nome de um sítio arruinado ou abandonado para outro próximo é fenômeno comum na Palestina.” — The Bible and Archaeology (A Bíblia e a Arqueologia), 1940, p. 190.